# Tanja Tomažič
Tanja Tomažič, slovenska etnologinja, * 19. december 1939, Maribor.

## Življenje in delo
Tomažičeva je leta 1965 diplomirala iz umetnostne zgodovine na ljubljanski Filozofski fakulteti in prav tam 1967 tudi iz etnologije. Od leta 1965 do 2001 je bila zaposlena v Slovenskem etnografskem muzeju v Ljubljani, nazadnje kot muzejska svetovalka za družbeno kulturo. Kot raziskovalka je raziskovala gostilne na Slovenskem oz. posamezne vidike materialne kulture in pripravila več odmevnih razstav Gostilne na Slovenskem (1978), Novomeške gostilne in gostilničarji (1981), Ljubljana po predzadnji modi (1983) in Igrače (1999), Jaslice (2000) ter zanje pripravila kataloge. Proučevala je tudi politične lepake iz obdobja slovenskega osamosvajanja. 

## Nagrade in priznanja
- Valvasorjeva nagrada (2000)[2]